# Mehmet Bozdağ
 (février 2020).
Si vous disposez d'ouvrages ou d'articles de référence ou si vous connaissez des sites web de qualité traitant du thème abordé ici, merci de compléter l'article en donnant les références utiles à sa vérifiabilité et en les liant à la section « Notes et références ».
Mehmet Bozdağ, né le 1er janvier 1983 à Kayseri, est un producteur, scénariste et réalisateur turc.

## Biographie
Mehmet Bozdağ a fait ses débuts en tant que producteur et scénariste du film de cinéma turc Ustalar, Alimler ve Sultanlar et a continué à produire Gönül Hırsızı et Yunus Emre Aşkın Yolculuğu.
Mais c'est en 2014 qu'il se fait connaître grâce à la célèbre série, Diriliş: Ertuğrul.
Il écrit et produit actuellement la série télévisée Kuruluş: Osman qui est diffusée sur ATV depuis novembre 2019.

### Vie privée
Il est marié avec Aslı Zeynep Peker Bozdağ, le couple ont un enfant ensemble.

## Filmographie

### Producteur
- 2009 : Son Rüya
- 2009 : Kardeş Şehirler
- 2010 : Ustalar, Alimler ve Sultanlar
- 2013 : Gönül Hırsızı

### Producteur et scénariste
- 2014 - 2019 : Diriliş: Ertuğrul
- 2015 - 2016 : Yunus Emre Aşkın Yolculuğu
- 2018 - 2019 : Mehmetçik Küt’ül - Amare
- 2019 - : Kuruluş: Osman
- 2021 - : Mendirman Jaloliddin